# 나이키 아카데미
나이키 아카데미(Nike Football Academy)는 나이키가 후원하는 영국의 축구 아카데미였었다. 아카데미에는 계약되지 않은 20세 이하 선수들로 구성된 스쿼드가 있었고 그들이 프로 클럽을 찾는 데 도움을 주기 위해 운영되는 방식이였다. 아카데미는 세인트조지 내셔설 풋볼파크를 기반 삼아 운영했었다. 선수단 전 세계적으로 스카우트된 다양한 선수들로 구성되었으며 'Nike Most Wanted' 이라는 트라이얼을 통해 선수단은 드래프트 되었다. 그동안 약 50명이 넘는 선수들이 수년에 걸쳐 프로 축구에 입단 하는데 성공했다. 이 프로그램은 코치로 일했던 전 울버햄프턴 원더러스 FC의 선수 맷 머레이와 존 굿맨 감독이 관리했다.
이 프로그램은 사미 케디라, 조 하트, 리오 퍼디난드, 프란체스코 토티, 마리오 괴체 등 최고의 프로 선수들과의 협력도 이루어졌다. 데이비드 악캠, 톰 로기치, 압둘 마지드 와리스, 페타르 굴로보비치, 케빈 살라자르와 같은 선수이 이 프로그램을의 수혜를 입었다.
아카데미는 정기적으로 FC 바르셀로나, 아스날, 인터 밀란, 맨체스터 유나이티드 등과 같은 팀을 상대로 연습 경기를 치루기도 하였다.
나이키 아카데미는 2016-17 시즌이 끝날 때 종료 되었다.